# Esiliiga 2017
L'Esiliiga 2017 è stata la 27ª edizione della seconda divisione del campionato di calcio estone e si è disputata tra il 2 marzo e il 5 novembre 2017. Il Maardu Linnameeskond ha vinto il campionato per la seconda volta nella sua storia, dopo un lungo testa a testa col Kalev Tallinn risoltosi nello scontro diretto all'ultima giornata.

## Stagione

### Novità
Dalla Meistriliiga 2016 è retrocesso il Tarvas Rakvere, mentre dall'Esiliiga B sono stati promossi il Kuressaare, l'Elva e il Welco Tartu (quest'ultimo dopo aver vinto lo spareggio) che sostituiscono Järve Kohtla-Järve, Vaprus Vändra e Kalju Nõmme Under-21, ultimi tre classificati della scorsa stagione. Inoltre la squadra riserve dell'Infonet da quest'anno partecipa col titolo di FCI Tallinn Under-21.

### Formula
Le 10 squadre partecipanti si affrontano in un doppio girone di andata e ritorno, per un totale di 36 giornate. La squadra prima classificata viene promossa in Meistriliiga, mentre la seconda disputa uno spareggio contro la penultima della Meistriliiga. Sono escluse dalla possibilità di promozione le formazioni Under-21. Le ultime due classificate retrocedono direttamente in Esiliiga B, mentre l'ottava classificata disputa uno spareggio contro la terza dell'Esiliiga B.

### Avvenimenti
Il Maardu ha vinto il campionato all'ultima giornata, grazie alla vittoria (2-1) nello scontro diretto col Kalev Tallinn.
A fine stagione il Kalev Tallinn avrebbe dovuto disputare lo spareggio promozione/retrocessione contro la penultima della Meistriliiga, ma l'annuncio dell'incorporazione del FCI Tallinn nel Levadia Tallinn ha indotto la EJL ad annullare la disputa dello spareggio tra Vaprus Pärnu e Kalev Tallinn; dunque la prima ha ottenuto fin da subito la permanenza in Meistriliiga, mentre la seconda è stata promossa d'ufficio in massima serie (oltre al Maardu vincitore dell'Esiliiga) a completamento degli organici per la prossima stagione. Per lo stesso motivo è stato annullato anche lo spareggio previsto tra Santos Tartu e Vaprus Vändra (terzo classificato in Esilliga B), poiché entrambi disputeranno la prossima Esiliiga.
Successivamente viene confermato anche il ripescaggio delle retrocesse Elva e Welco Tartu, e la sostituzione del Vaprus Vändra, rinunciatario, col Keila a completamento definitivo degli organici per la stagione 2018.
Un'ulteriore modifica dei quadri è arrivata il 18 dicembre, quando il Maardu ha annunciato di rinunciare alla Meistriliiga per motivi economici. Il suo posto in massima serie sarà preso dal Kuressaare.

## Squadre partecipanti
| Club                | Città      | Stadio                    | Posizione 2016                                   |
| ------------------- | ---------- | ------------------------- | ------------------------------------------------ |
| Elva                | Elva       | Elva Linnastaadion        | 2º posto in Esiliiga B                           |
| FCI Tallinn U21     | Tallinn    | Infonet Lasnamäe Staadion | 3º posto in Esiliiga                             |
| Flora Tallinn U21   | Tallinn    | Sportland Arena           | 2º posto in Esiliiga                             |
| Kalev Tallinn       | Tallinn    | Kalevi Keskstaadion       | 7º posto in Esiliiga                             |
| Kuressaare          | Kuressaare | Kuressaare Linnastaadion  | 1º posto in Esiliiga B                           |
| Levadia Tallinn U21 | Tallinn    | Stadio Maarjamäe          | 5º posto in Esiliiga                             |
| Maardu              | Maardu     | Maardu Linnastaadion      | 4º posto in Esiliiga                             |
| Santos Tartu        | Tartu      | Stadio Tamme              | 6º posto in Esiliiga                             |
| Tarvas Rakvere      | Rakvere    | Rakvere Linnastaadion     | 10º posto in Meistriliiga                        |
| Welco Tartu         | Tartu      | Stadio Tamme              | 3º posto in Esiliiga B, vincitore allo spareggio |

## Classifica finale
|  | Pos. | Squadra               | Pt | G  | V  | N | P  | GF | GS  | DR  |
|  | ---- | --------------------- | -- | -- | -- | - | -- | -- | --- | --- |
|  | 1.   | Maardu                | 77 | 36 | 24 | 5 | 7  | 92 | 44  | +48 |
|  | 2.   | Kalev Tallinn         | 74 | 36 | 24 | 2 | 10 | 95 | 44  | +51 |
|  | 3.   | Tarvas Rakvere        | 67 | 36 | 21 | 4 | 11 | 66 | 57  | +9  |
|  | 4.   | Flora Tallinn U21 *   | 67 | 36 | 21 | 4 | 11 | 75 | 42  | +33 |
|  | 5.   | Kuressaare            | 55 | 36 | 17 | 4 | 15 | 70 | 63  | +7  |
|  | 6.   | Levadia Tallinn U21 * | 45 | 36 | 13 | 6 | 17 | 56 | 60  | -4  |
|  | 7.   | FCI Tallinn U21*      | 43 | 36 | 13 | 4 | 19 | 60 | 85  | -25 |
|  | 8.   | Santos Tartu          | 43 | 36 | 13 | 4 | 19 | 75 | 74  | +1  |
|  | 9.   | Elva                  | 29 | 36 | 9  | 2 | 25 | 40 | 90  | -50 |
|  | 10.  | Welco Tartu           | 19 | 36 | 4  | 7 | 25 | 30 | 100 | -70 |

Legenda:

      Promossa in Meistriliiga 2018

 Ammessa agli spareggi promozione o retrocessione

      Retrocessa in Esiliiga B 2018
(*) squadra ineleggibile per la promozione.
Note:

Tre punti a vittoria, uno a pareggio, zero a sconfitta.
La classifica viene stilata secondo i seguenti criteri:
- Punti conquistati
- play-off (solo per decidere la squadra campione)
- Meno partite perse a tavolino
- Partite vinte
- Punti conquistati negli scontri diretti
- Differenza reti negli scontri diretti
- Differenza reti generale
- Reti totali realizzate
- Fair-play ranking

## Spareggi

### Play-off
Lo spareggio previsto tra Vaprus Pärnu e Kalev Tallinn non è stato disputato ed entrambe le squadre prenderanno parte alla prossima stagione di Meistriliiga.

### Play-out
Lo spareggio previsto tra Santos Tartu e Vaprus Vändra non è stato disputato ed entrambe le squadre avrebbero dovuto prendere parte alla prossima stagione di Esiliiga; successivamente il Vaprus ha rinunciato alla categoria superiore, lasciando il posto al Keila.